# Деметер, Надежда Георгиевна
Надежда Георгиевна Деметер (род. 18 мая 1953, Москва) — советский и российский историк, специалист в области этнографии и истории цыган. Доктор исторических наук, ведущий научный сотрудник Центра европейских и американских исследований Института этнологии и антропологии имени Н. Н. Миклухо-Маклая РАН. Эксперт ОБСЕ и Совета Европы по проблемам цыган. Президент регионального совета Федеральной национально-культурной автономии российских цыган.

## Биография
Отец — Г. С. Деметер (1923—2009), историк, доктор педагогических наук, президент Федеральной национально-культурной автономии российских цыган.
В  1977 году окончила кафедру этнографии исторического факультета МГУ имени Ломоносова. C того же 1977 года работает в Институте этнографии РАН (ныне Институт этнологии и антропологии РАН).
В 1988 году в Институте этнографии РАН защитила кандидатскую диссертацию на тему «Семейная обрядность цыган кэлдэрари (конец XIX—XX вв.)».
В 2000 году в Институте этнологии и антропологии РАН защитила докторскую диссертацию на тему «Цыгане Европы: проблемы этнокультурной истории (X—XX вв.)».

## Научная и общественная деятельность
Внесла существенный вклад в изучение этнополитических и этнокультурных особенностей европейских цыган.
Работала в сферах изучения этнической истории цыган, возникновения и развития традиций, быта и культуры цыган Европы и их региональных групп.
Занимается исследованиями проблем этничности и национальных меньшинств, включая национальные меньшинства Восточной Европы в новых условиях после падения социалистических режимов.
Ведёт общественно-научную работу в рамках темы «Правовое обеспечение национальных меньшинств».

## Основные публикации
- Цыгане: миф и реальность. — М., 1995.
- Деметер Н. Г., Бессонов Н. В., Кутенков В. К. История цыган — новый взгляд / РАН. Ин-т этнологии и антрополгии им. Н. Н. Миклухо-Маклая; под ред. Деметера Г. С. — Воронеж, 2000. — 334 с.: ил. ISBN 5-89981-180-3
- Ромите: мит а реалность. — София: ИКТУС  ПРИНТ, 2005.
- Gypsiesс Encyclopaedia of World Cultures. Vol. Russia and Eurasia. Boston, 1994.
- Проблемы адаптации цыган в системе российского образования // в сборнике Европейская интеграция и культурное многообразие. — М., 2009.
- Цыгане // Народы России. Атлас культур и религий. — М., 2008.
- Занятия цыган как этнообразующий фактор // Культурологические исследования в Сибири за 2009 г.
- Цыгане : [арх. 6 декабря 2022] // Хвойка — Шервинский [Электронный ресурс]. — 2017. — С. 370—372. — (Большая российская энциклопедия : [в 35 т.] / гл. ред. Ю. С. Осипов ; 2004—2017, т. 34). — ISBN 978-5-85270-372-9.